# Cadbury Castle

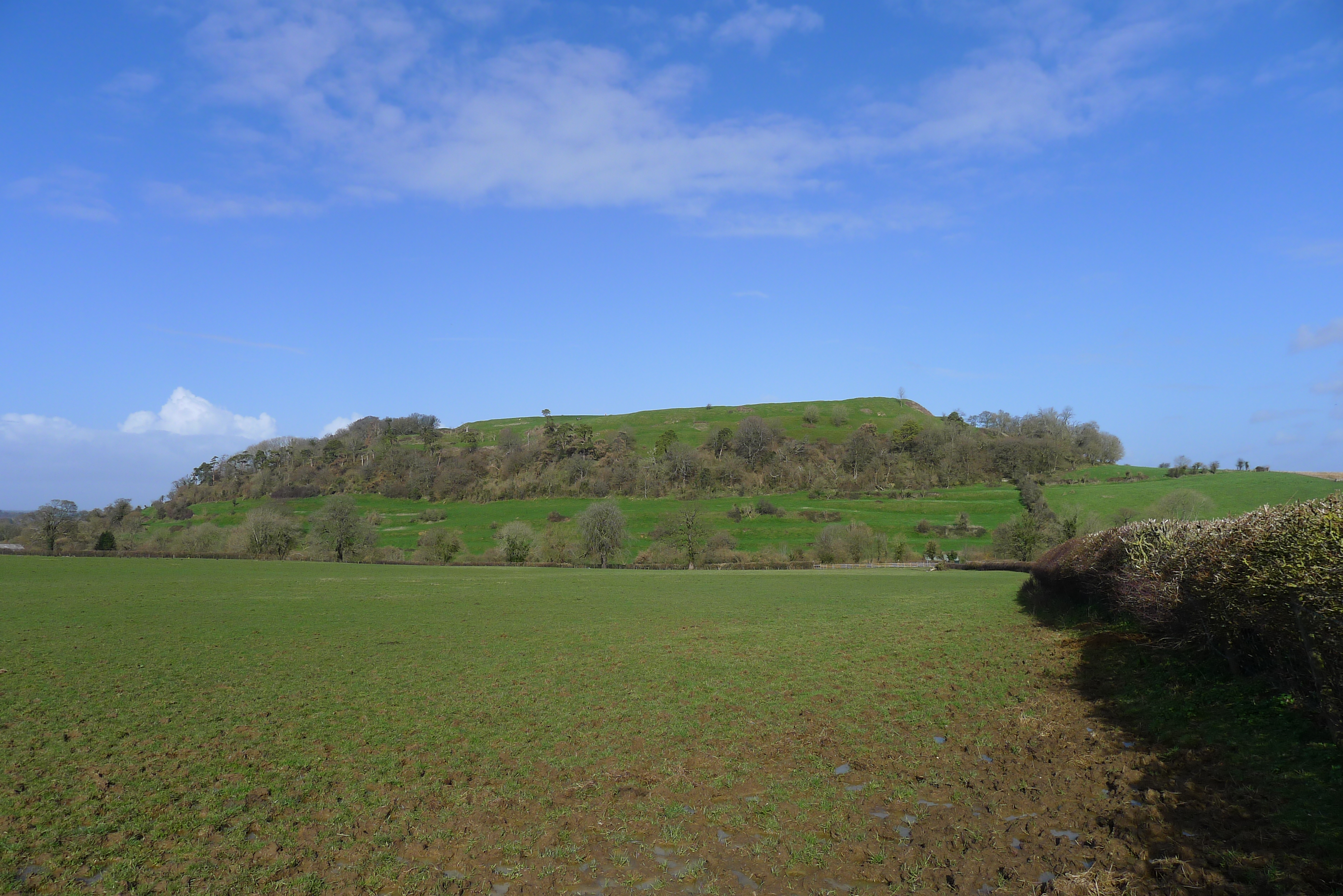
Der Hügel mit den eisenzeitlichen Wällen

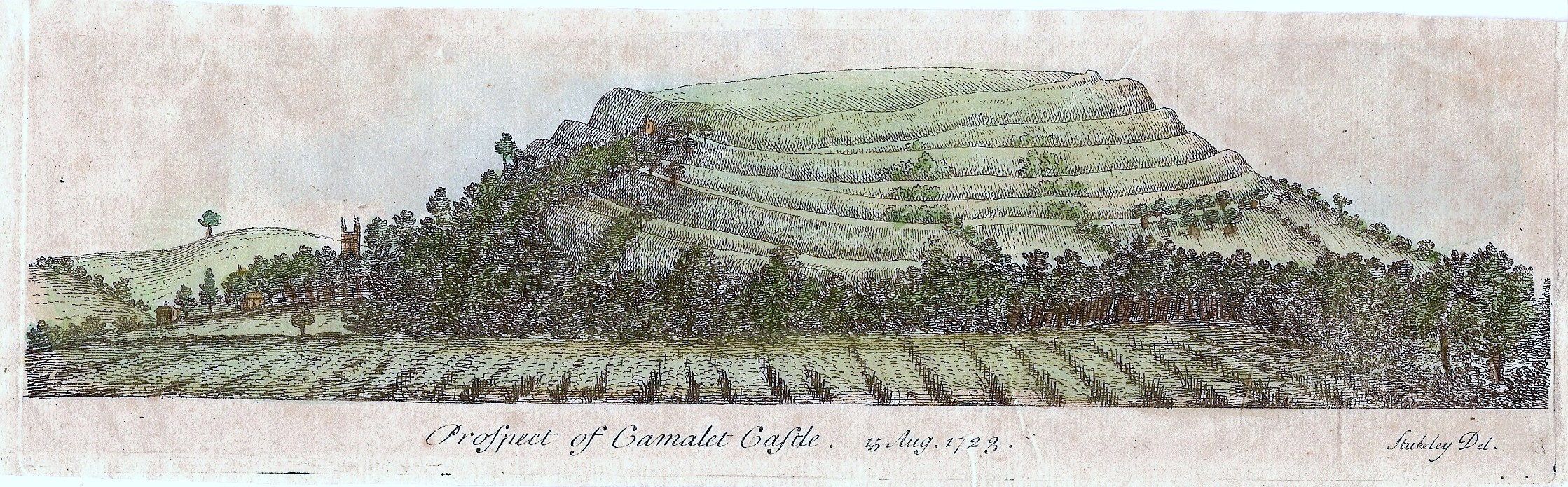
Gravur von Cadbury Castle von William Stukeley, 1723

Cadbury Castle ist eine eisenzeitliche Befestigung zehn Kilometer nordöstlich von Yeovil in Somerset, neben South Cadbury, 153 Meter über dem Meeresspiegel. Manche Historiker, unter anderem auch John Leland im Jahre 1542, vermuteten hier die sagenumwobene Burg Camelot, den Herrschaftssitz von König Artus.
Cadbury Castle, das ursprünglich eine Siedlung aus der jüngeren Stein- und Bronzezeit war, wurde während der Eisenzeit um 500 v. Chr. befestigt. Die Befestigung, erst eine Holzmauer, wurde nach und nach durch Stein ersetzt. Ein weiterer Graben und eine Schanzanlage wurden zwischen 250 und 58 v. Chr. durch komplizierte Ein- und Durchgänge miteinander verbunden. Innerhalb der Festung lagen Häuser, Getreidespeicher, Werkstätten und Ställe. Cadbury Castle war ein politisches, kommerzielles und wahrscheinlich auch religiöses Zentrum. Bei Gefahr konnte die Bevölkerung des Umlandes in der Burg Schutz suchen.
Während der römischen Eroberung Englands, in den Jahren 43 und 44 nach Christus, leisteten die Bewohner Cadbury Castles keinen Widerstand. Cadbury Castle schien allerdings 30 Jahre später ein Zentrum der Freiheitsbewegung geworden zu sein. Die Römer zerstörten Cadbury Castle. 500 Jahre lang blieb der Ort verlassen, bis er im Frühmittelalter wieder befestigt wurde.
Der Ort wurde einige Zeit später wieder verlassen. Im Winter 1009/1010 ließ der englische König Æthelred dort eine königliche Münze errichten.